# Eucalyptus kumarlensis
Eucalyptus kumarlensis là một loài thực vật có hoa trong Họ Đào kim nương. Loài này được Brooker mô tả khoa học đầu tiên năm 1988.